# Cili Wethekam
Cili Wethekam, eigentlich: Cecilia (* 1921; † April 1975 in Bremen), war eine deutsche Kinder- und Jugendbuchautorin.
Wethekams Bücher waren vor allem in den 1960er- und 1970er-Jahren populär und wurden auch noch in den 80er Jahren in den Schulen gelesen. 1972 erhielt sie für ihr Werk Tignasse – Kind der Revolution den Literaturpreis Buxtehuder Bulle. Auch das Jugendbuch Mamie beschäftigt sich mit der Französischen Revolution. Mehrfach aufgelegt wurden auch Vollpension für 17 Wilde und Gebt Acht auf Fräulein Wurzelwein. In beiden Büchern erzählt sie, wie Menschen unterschiedlicher Herkunft für einen begrenzten Zeitraum zusammenleben. Vollpension für 17 Wilde spielt in einer Ferienpension im Bayerischen Wald, die speziell auf die Bedürfnisse von Kindern ausgerichtet ist, Gebt Acht auf Fräulein Wurzelwein thematisiert den Schullandheimaufenthalt einer dritten Klasse und in Ille mit der Flunkerbrille geht es um die Freundschaft zwischen zwei sehr unterschiedlichen Mädchen.

## Werke
- Parole: Kraxelmax, 1952
- Ein Loch im Dach, 1953
- Bald beginnt das Leben, 1955
- Dudu, 1956
- Blümchen und die beiden Rüben, 1956
- Donnerkiel und Igelpony, 1957
- Junge Wege kreuzen sich, 1959
- Alles ist Anfang, 1960
- Rosen und ein Küchentuch, 1961
- Der blau-weiß-rote Sommer, 1962
- Badehose für Klein-Eskimo, 1962
- Ein Tag, der anders war, 1963
- Es geht um Larry, 1951
- Fröhlicher Spuk vom anderen Stern, 1964
- Ille mit der Flunkerbrille, 1965
- Gebt Acht auf Fräulein Wurzelwein, 1965
- Unternehmen Ferienhöhle, 1957
- Drei Tage und kein Ende, 1968
- Vollpension für 17 Wilde, 1969
- Schneegon und Schneetruschka, 1970, ISBN 3522116402
- Tignasse, Kind der Revolution, 1972, ISBN 3522117603
- Mamie. 1780-1794, 1980, ISBN 3423074094